# Kjell Kumlien
Kjell Ludvig Kumlien, född 30 juli 1903 i Stockholm, död 1995, var en svensk historiker.
Kumlien blev 1933 filosofie doktor och docent i historia vid Stockholms högskola. Han var tillförordnad professor där mellan 1950 och 1955. Han tillades professors namn 1963. Han var ledamot av Kungl. Samfundet för utgivande av handskrifter rörande Skandinaviens historia sedan 1952
Han var son till konstnären Ludvig Kumlien och Gerda Sterner, och var sedan 1933 gift med filosofie magister Siv G:son Berg, dotter till Ruben G:son Berg och Stina Wittrock.